# Юкерч-Келой
Юкерч-Келой (чечен. Юккъера-Кела) — село в Шатойском районе Чеченской Республики. Входит в  Саттинское сельское поселение.

## География
Село расположено к юго-востоку от районного центра Шатой.
Ближайшие населённые пункты: на юге — село Дегесты, на юго-востоке — село Асланбек-Шерипово, на юго-западе — село Мускали.

## История
На территории села располагается средневековая Юкерч-Келойская боевая башня. Также в селении выявлен замковый комплекс из одной боевой и трёх жилых башен, которые были сложены из хорошо обработанных каменных блоков. Все объекты разрушены и сохранилась лишь нижние части строений (не выше 0,4 м.).

## Население
| 1990 | 2002 | 2010 |
| ---- | ---- | ---- |
| 188  | ↘101 | ↗165 |